# De Bult (Steenwijkerland)
De Bult is een buurtschap in de gemeente Steenwijkerland, in de Nederlandse provincie Overijssel. De buurtschap is gelegen in de Kop van Overijssel ten noorden van Steenwijk en de rijksweg A32, langs de provinciale weg N855 (plaatselijk bekend als de Eesveenseweg) richting Eesveen.